# Joan Alcover i Maspons
Joan Alcover i Maspons (Ciutat de Mallorca, 3 de maig de 1854 - 25 de febrer de 1926) fou un poeta, assagista i polític mallorquí. Fou deixeble de Josep Lluís Pons i Gallarza i condeixeble de Miquel Costa i Llobera, Antoni Maura i Montaner i altres autors contemporanis pertanyents a l'Escola Mallorquina.
La seva obra poètica estigué molt abocada a la reflexió íntima sobre el dolor i la tragèdia humana, reflex de les circumstàncies dramàtiques que li tocaren viure, car tingué 5 fills de dos matrimonis, dels quals només li sobrevisqué el més petit, Pau. Alcover inicià la seva carrera poètica utilitzant preferentment el castellà, però, cap a la maduresa i potser fruit d'un retorn íntim a la necessitat d'expressar els sentiments més pregons en la seva llengua materna, emprà només el català, esdevenint, juntament amb Costa i Llobera, el poeta més destacat de Mallorca.
El 1909 fou proclamat Mestre en Gai Saber i el 1919 obtingué el Premi Fastenrath. El 1951 es publicaren de manera pòstuma les seves Obres completes. Des de 1916 fou membre corresponent de la Secció Filològica de l'Institut d'Estudis Catalans.
Algunes de les seves poesies han estat traduïdes a diverses llengües i musicades. El cas més popular és potser La Balanguera, amb música d'Amadeu Vives i que ha esdevingut himne oficial de Mallorca, interpretada i editada, entre d'altres, per Maria del Mar Bonet, Els Ocults, Ximbomba Atòmica, Chenoa, etc.

## Biografia

### Diputat a les corts
El poeta, fill de família benestant, va cursar els estudis de batxillerat a l'Institut Balear i es va llicenciar en Dret a Barcelona, el 1878. Poc després va tornar a Mallorca, on va ocupar diferents càrrecs de la judicatura. Alcover també va fer una breu carrera militar en el partit liberal del seu amic Antoni Maura, que va culminar com a diputat a les corts (1893). Després de l'experiència madrilenya, va tornar a Mallorca i va deixar enrere l'activitat com a polític.

### Primers poemes
Alcover, de ben jove, va compaginar estudis i professió amb l'activitat literària. Als 18 anys va publicar els primers poemes en català i castellà en revistes com El Isleño, Museo Balear o Revista Balear. El cert, però, és que la passió per la literatura s'intensificaria a Barcelona, on va entrar en contacte amb revistes, certàmens literaris, conferències i lectures, vinculats al moviment cultural de la Renaixença. Als 23 anys va guanyar un premi extraordinari als Jocs Florals de Barcelona.

### Fama
Ben aviat Alcover va guanyar fama com a poeta i es va convertir en el tipus de lletraferit que se servia de l'habilitat literària per obtenir prestigi social. En aquest sentit, la seva casa esdevingué la seu de reputades tertúlies amb prestigiosos intel·lectuals de Mallorca. A poc a poc va deixar d'escriure en català i la seva poesia va passar a ser majoritàriament en castellà. Els primers reculls de poemes –Poesías (1887), Nuevas poesías (1892), Poemas y armonías (1894) i Meteoros. Poemas, apólogos y cuentos (1901)– reflecteixen aquesta tendència cap al monolingüisme, amb alguns poemes en català intercalats als dos primers reculls i amb un ús exclusiu del castellà en els dos darrers. Es tracta d'una poesia d'arrel romàntica, que imita models com Bécquer i Campoamor en l'expressió profunda del jo poètic i que s'esforça per no caure en els excessos del retoricisme i de la pompositat. Els seus llibres van tenir un cert èxit de crítica i li van proporcionar un nom en els cercles de la cultura oficial.

### Matrimonis
La seva poesia, però, no es podria entendre sense les tragèdies que van esquitxar la seva vida. El 1887, només sis anys després d'haver-se casat, Alcover va perdre la dona, Rosa Pujol i Guarch, amb qui havia tingut tres fills, Pere, Teresa i Gaietà. El 1891 es va tornar a casar amb Maria del Haro i Rosselló, amb qui va tenir dos fills més, Maria i Pau. Dels cinc fills, només li va sobreviure el darrer: el 1901 va morir Teresa, malalta de tuberculosi; el 1905, Pere, de tifus; el 1919 va perdre, en un sol dia, Maria i Gaietà. El poeta es va enfonsar en una intensa crisi que va derivar en una recerca intel·lectual cap a formes d'expressió més naturals i sinceres. La seva poesia va canviar progressivament, començant per l'eina més important, la llengua. Després d'un període de vacil·lació, entre el 1899 i el 1903, el poeta es va acabar de decidir pel català.

### Canvi d'estil
El canvi d'estil, però, no només s'explica pels drames que li va tocar viure. En aquell moment, a Mallorca, la literatura romàntica estava en declivi, es vivia un procés de modernització, s'havien establert vincles culturals amb Catalunya i el catalanisme polític incidia a l'illa. Tot plegat el va portar a ultrapassar els cercles freqüentats, a incorporar-se a un moviment més ampli i a establir lligams, gràcies sobretot a l'amistat que el va unir amb Santiago Rusiñol i Josep Carner, amb l'activitat cultural del Principat. Va canviar el concepte que tenia de l'art i de la literatura. Ja no era un divertiment, un joc fàcil i d'enginy, sinó que també era un compromís social. Era necessari que la ploma fos útil per al col·lectiu de què se servia i a qui servia.
El 1904 va pronunciar el discurs, a l'Ateneu Barcelonès, Humanització de l'art. Va ser la seva declaració poètica més important. Alcover va defensar que el poeta s'havia de comprometre amb una poesia clara i entenedora, extremament curosa amb la forma. Aquest rigor no volia dir escriure una poesia intel·lectualitzada ni seguir les escoles i modes basades en el pur artifici. El poeta es trobava a mig camí entre la defensa d'una poesia espontània, com la de Joan Maragall, i aquella altra de formes perfectes però eixuta de sentiment, com la dels poetes parnassians. En consonància amb les actituds veristes i vitalistes de fi de segle, Alcover va buscar una poesia lligada a les experiències viscudes en pròpia pell, connectada amb la part més emotiva de l'home.
El llibre que millor exemplifica aquesta teoria poètica és Cap al tard (1909), escrit íntegrament en català. Es tracta d'un poemari no unitari on la veu lírica es desdobla en diferents personatges i descriu paisatges típicament mallorquins per expressar tant els estats anímics, sentiments i emocions del jo líric com la concepció artística del poeta. Se servia de les formes i l'imaginari populars, com en el poema Balanguera, musicat per Amadeu Vives i actual himne de Mallorca. La secció Elegies és, sens dubte, una de les més reeixides del llibre, en què el poeta manifesta, des d'un cert distanciament, el dolor paternal viscut, tot elevant-lo al terreny del sentiment universal, humà. A Poemes bíblics (1918), el seu últim poemari, va tornar a poetitzar diferents personatges, aquest cop bíblics, però sense arribar al grau d'excel·lència del recull anterior.
Com a intel·lectual, va ser reconegut i reivindicat per nombrosos escriptors, principalment, i amb Miquel Costa i Llobera, pels de l'anomenada escola mallorquina. Entre altres, va ser membre de l'Acadèmia de Bones Lletres (1913), president dels Jocs Florals de Barcelona (1916) i membre de l'Institut d'Estudis Catalans (1916).

## Obres en català

### Poesia
- La relíquia (1903).
- La Balanguera (Himne oficial de Mallorca).
- La serra, homenatge a Costa i Llobera.
- Cap al tard, recull poètic (1909).
- Poemes bíblics, recull poètic (1918).
- Desolació, expressió dels seus sentiments.
- Miramar (1909)

### Assaig
- Humanització de l'art (1904).
- Reacció literària (1910)
- Cultura de llenguatge (1916)
- L'art segons Tolstoi (1921)

## Obres en castellà
- Poesías, 1887
- Nuevas Poesías, 1892
- Poemas y armonías, 1894
- Meteoros, 1901